# We Used to Know
We Used to Know è una canzone del 1969 dei Jethro Tull, presente nell'album Stand Up, composta da Ian Anderson.
Il pezzo è uno dei più apprezzati dai fans, soprattutto dai nostalgici. Il brano Hotel California degli Eagles ricorda molto questo pezzo; la progressione degli accordi è la medesima, sebbene il tempo sia un 6/8, rispetto ad un più convenzionale 4/4 del brano degli Eagles. Gli Eagles e Jethro Tull fecero un tour insieme agli inizi degli anni '70 e gli Eagles ebbero modo di ascoltare questa canzone. Ian Anderson comunque, in un'intervista a Songfacts, esclude, generosamente, il plagio e parla piuttosto di un tributo degli Eagles al pezzo in questione.
Il testo è di difficile interpretazione, come la maggior parte di quelli scritti da Anderson, ma è opinione diffusa che We Used to Know rimandi agli ultimi mesi della John Evan Smash, così com'era chiamata la band prima di passare ad essere Jethro Tull (ottobre 1967-febbraio 1968).
In quel periodo Mick Abrahams era appena entrato a far parte della John Evan Smash , composta da 7 musicisti e improntata su uno stile soul, ma diretta verso la strada del blues.
L'idea del gruppo era quella di spostarsi a Londra per suonare nei pub della capitale, e il fatto che Abrahams abitasse a Luton (non lontano da Londra) li spinse ulteriormente verso questa destinazione. Ma dopo soli tre giorni Barriemore Barlow, John Evan e i due sassofonisti (Neil Valentine e Tony Wilkinson) ritornarono a Blackpool. La ragione era semplice, sette componenti erano troppi e i soldi che avrebbero guadagnato durante le serate non sarebbero stati sufficienti.
Per cui a quel punto la band rimase composta da Anderson, Abrahams e Cornick, e il posto di batterista fu preso da Clive Bunker.
Il tutto è ben descritto nel libro di uno dei massimi esperti della band, Brian Rabey, intitolato It's For You! The Magic And Musical Mayhem Of Jethro Tull, in cui vengono anche pubblicate alcune citazioni di Cornick che racconta di quando divideva l'appartamento con Ian Anderson e di come entrambi vivessero in condizioni pessime ed estremamente disagiate.
Lo stesso Anderson narra di come in quel periodo iniziò ad utilizzare un lungo pastrano grigio scuro che portava anche durante i concerti, ma la ragione per la quale lo indossava era semplicemente il forte freddo di cui soffriva.
Leggendo ed ascoltando con attenzione le parole della canzone risultano molto chiari i riferimenti a questo tipo di vita disagiata comune ai membri della band prima di ottenere il grande successo, e negli ultimi versi è chiaro il riferimento ai vecchi compagni che decisero di abbandonare il gruppo per tornare a casa, a cui Anderson si rivolge con un'amichevole saluto e con un augurio di buona fortuna.

## Comparse in altri album
- 25th Anniversary Box Set (1993)
- Through the Years (1997)
- A Jethro Tull Collection (1997)
- Nothing Is Easy: Live at the Isle of Wight 1970 (2004)